# ویکتورین مورنت
ویکتورین مورنت (به فرانسوی: Victorine Meurent) (۱۸ فوریهٔ ۱۸۴۴ – ۱۷ مارس ۱۹۲۷) نقاش و مدل اهل فرانسه بود.

او در خانواده‌ای صنعتگر متولد شد، حرفه و پیشهٔ مدلینگ را از شانزده سالگی و در استودیوی توما کوتور آغاز کرد و محتمل است که در آتلیه هنری بانوان این هنرمند هم تحصیل کرده باشد.
مورنت نخستین مرتبه در سال ۱۸۶۲ میلادی برای نقاشی خوانندهٔ دوره‌گرد اثر ادوار مانه مدل شد هر چند، عمدهٔ شهرت و جاودانگی نام وی به خاطر شاهکارهای سال ۱۸۶۳ مونه تحت عنوان المپیا و ناهار در چمنزار می‌باشد که شامل تصاویر برهنه از او است. در آن زمان، مورنت همچنین برای آثاری از ادگار دگا هم مدل گردید.
آخرین قطعه نقاشی مانه که مورنت به عنوان مدل در آن حضور داشت، تابلوی ایستگاه سنت‌لازار مربوط به سال ۱۸۷۳ بود. تابلویی که امروزه با نام راه‌آهن شناخته می‌گردد. این نقاشی بهترین نمونه از ارجاعات مانه به موضوعات معاصر بود. در سال ۱۸۷۵ مورنت شروع به فراگیری نقاشی حرفه‌ای از اتی‌ین لووا نمود. یک سال بعد، او اولین اثر نقاشی خود را به سالن رساند که پذیرفته شد. مورنت در سال ۱۸۹۷ به فرهنگستان هنرهای زیبای فرانسه راه یافت. سایر آثار نقاشی او همچنین در نمایشگاه‌های سال ۱۸۸۵ و ۱۹۰۴ نیز گنجانده و در معرض عموم قرار گرفت.

## نگارخانه

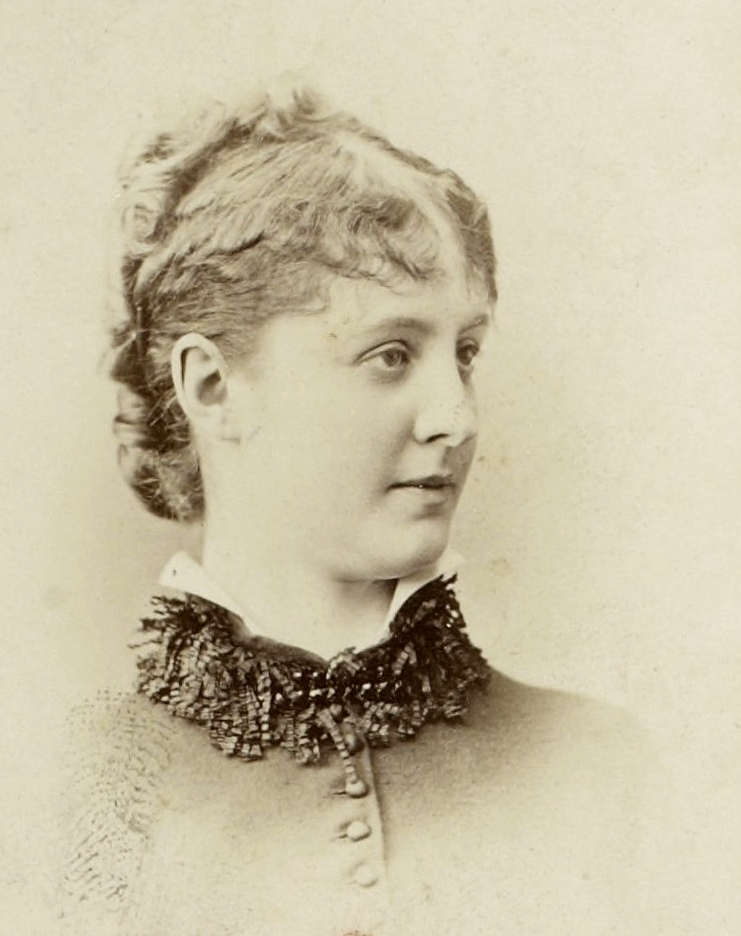
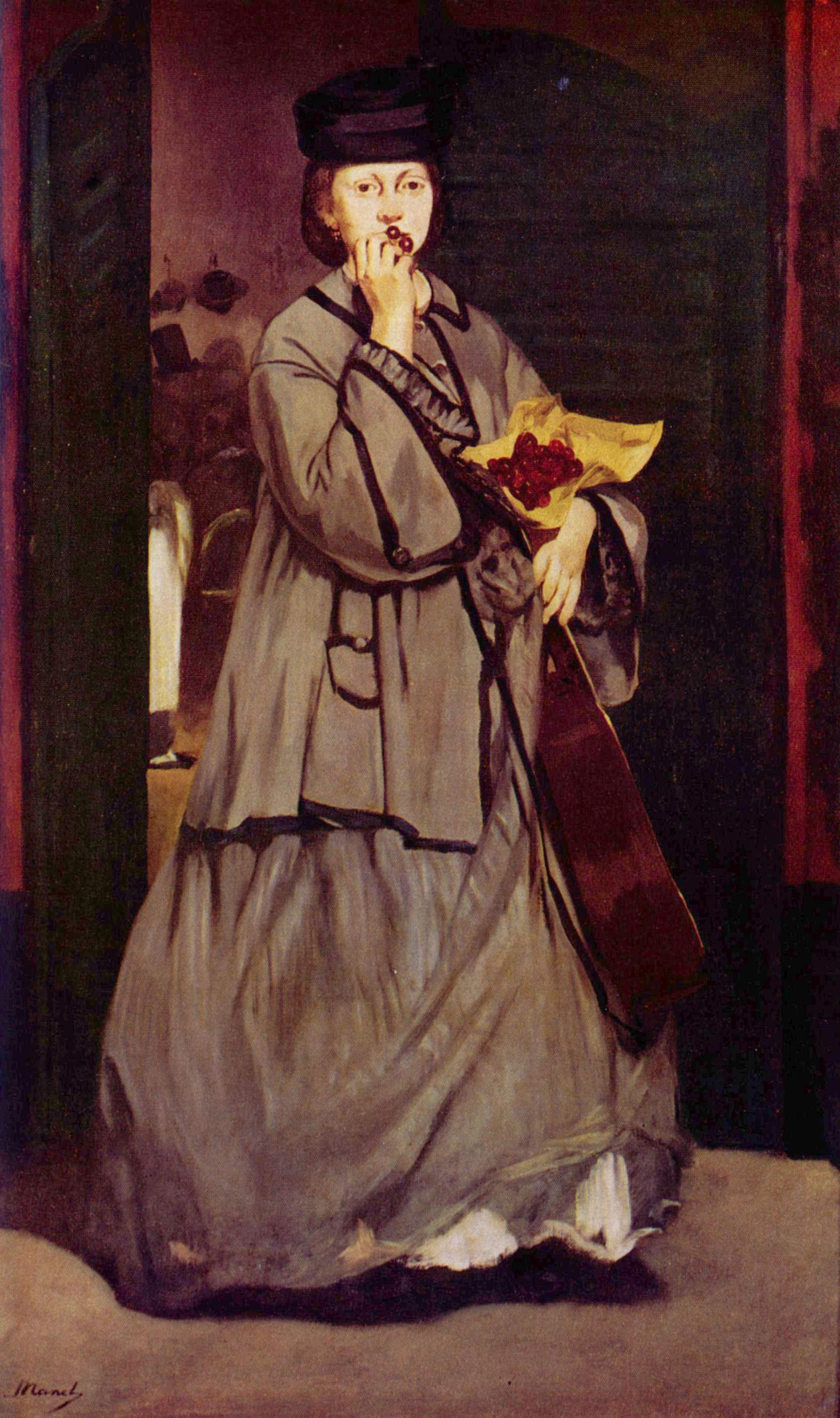
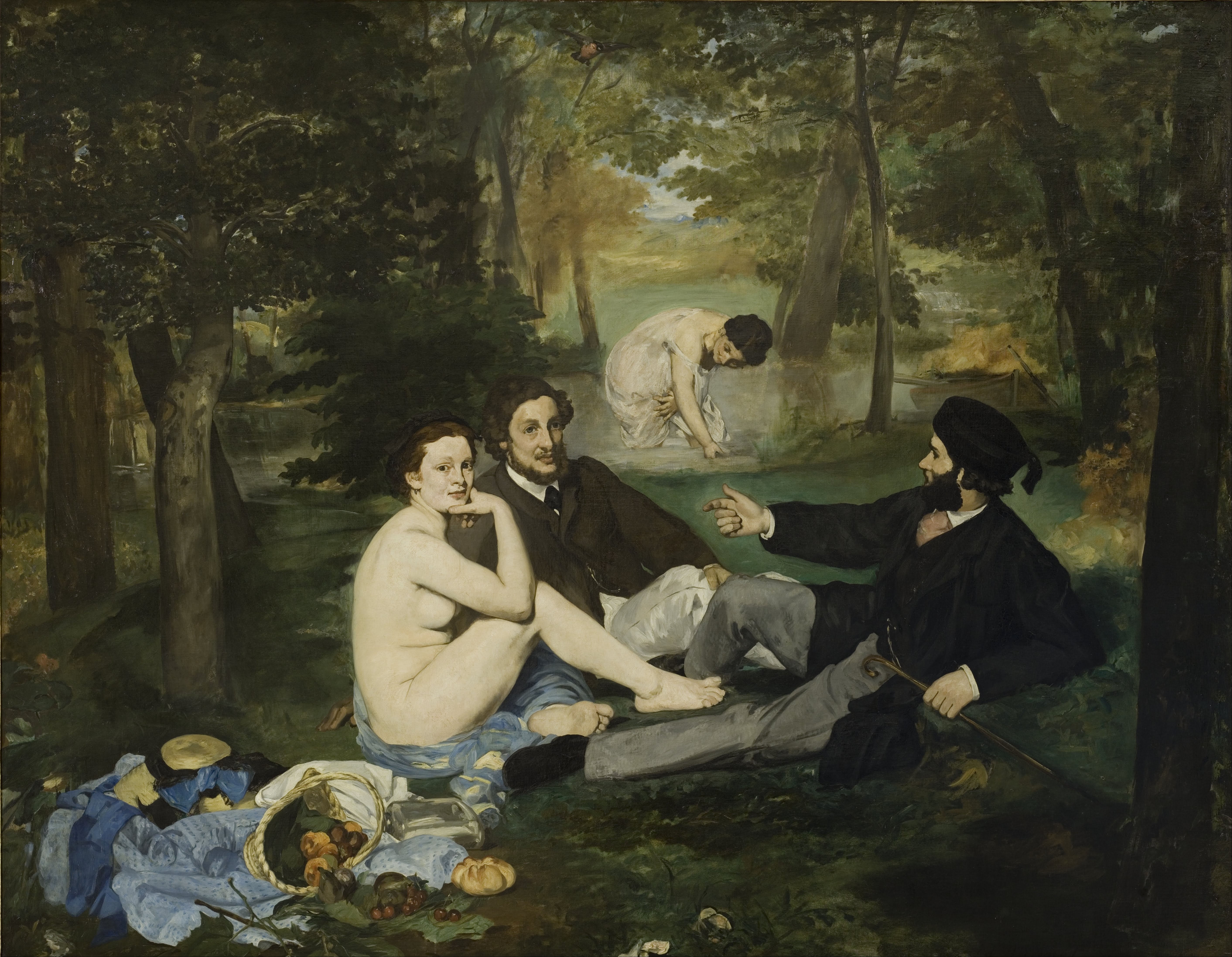
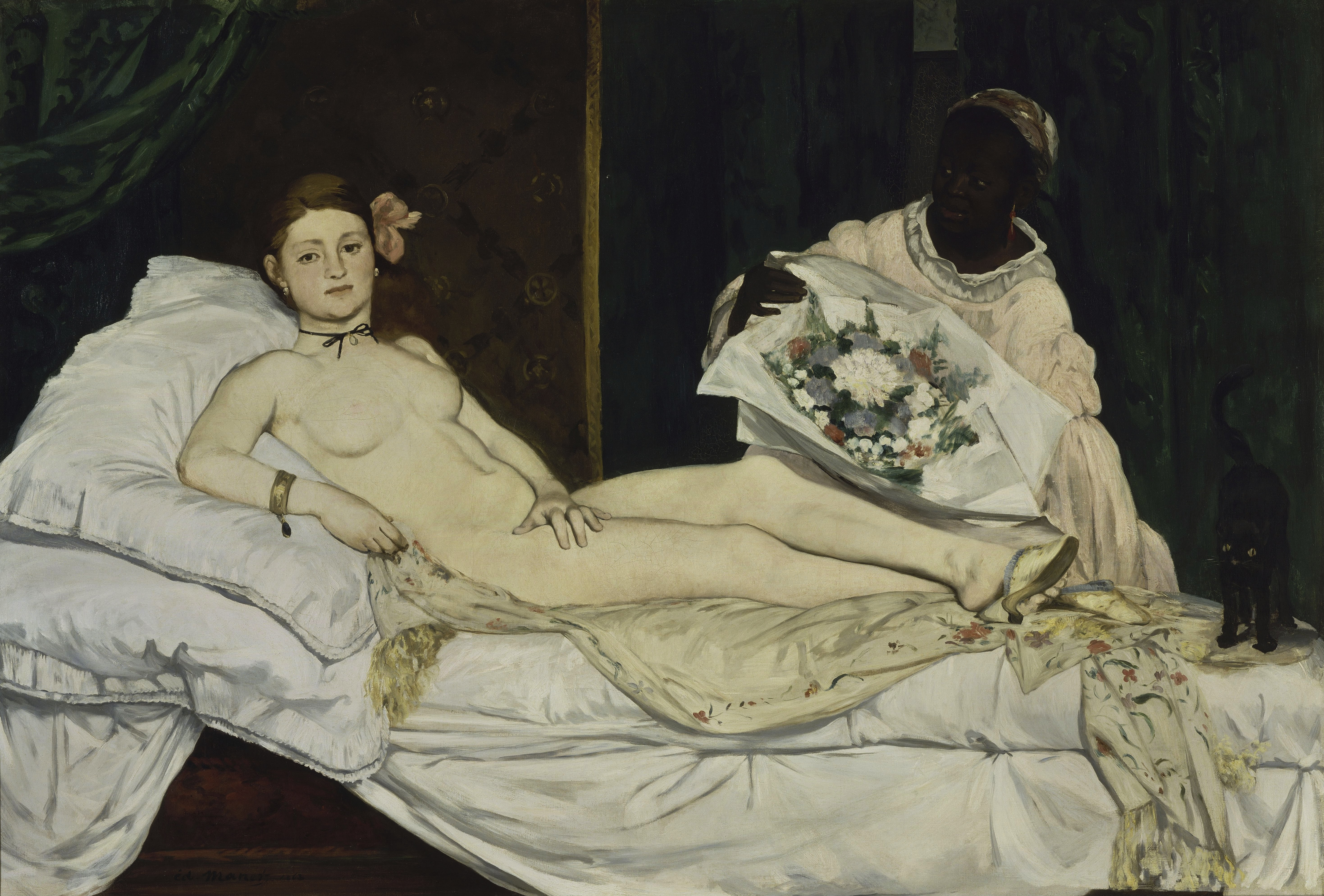
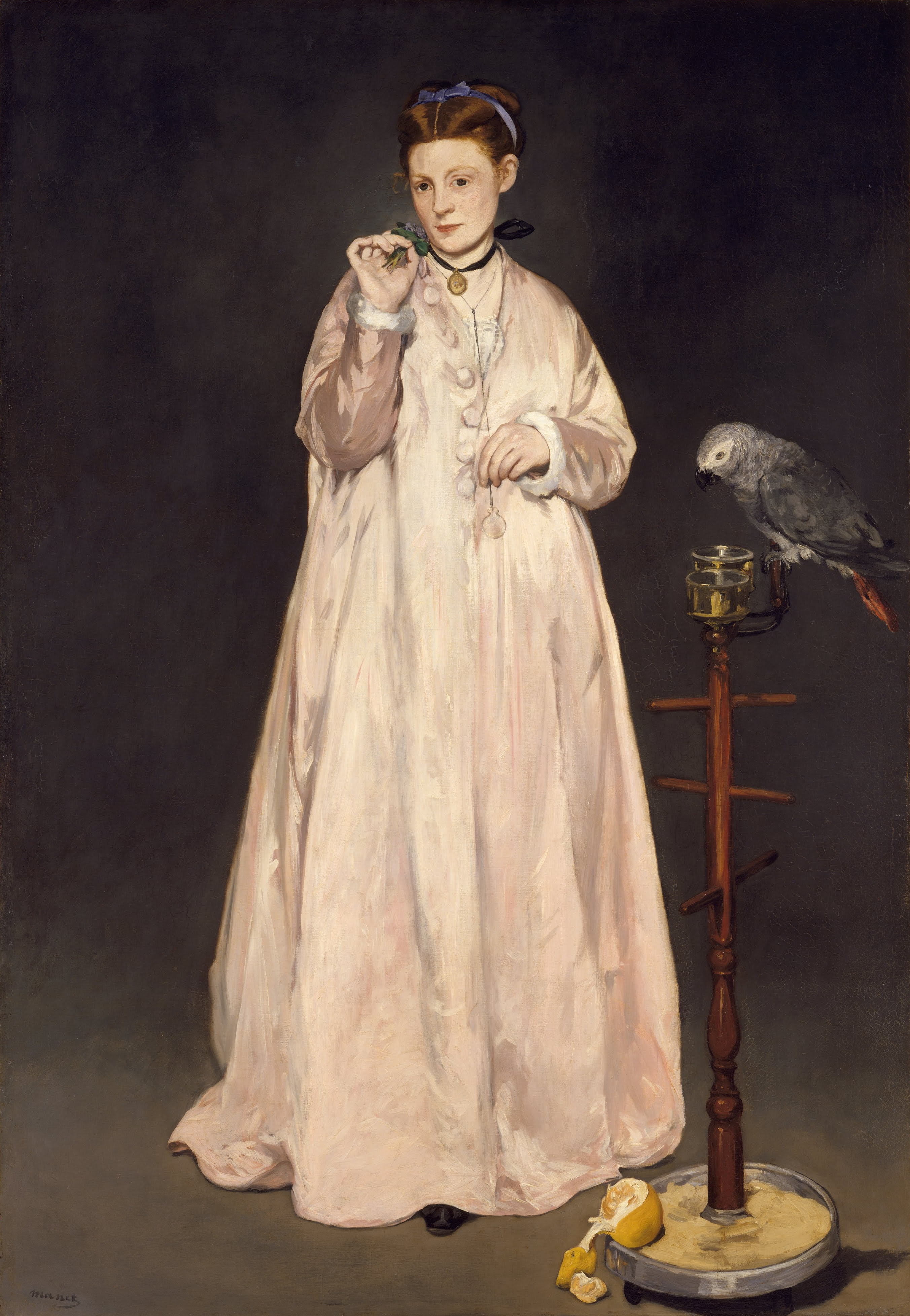
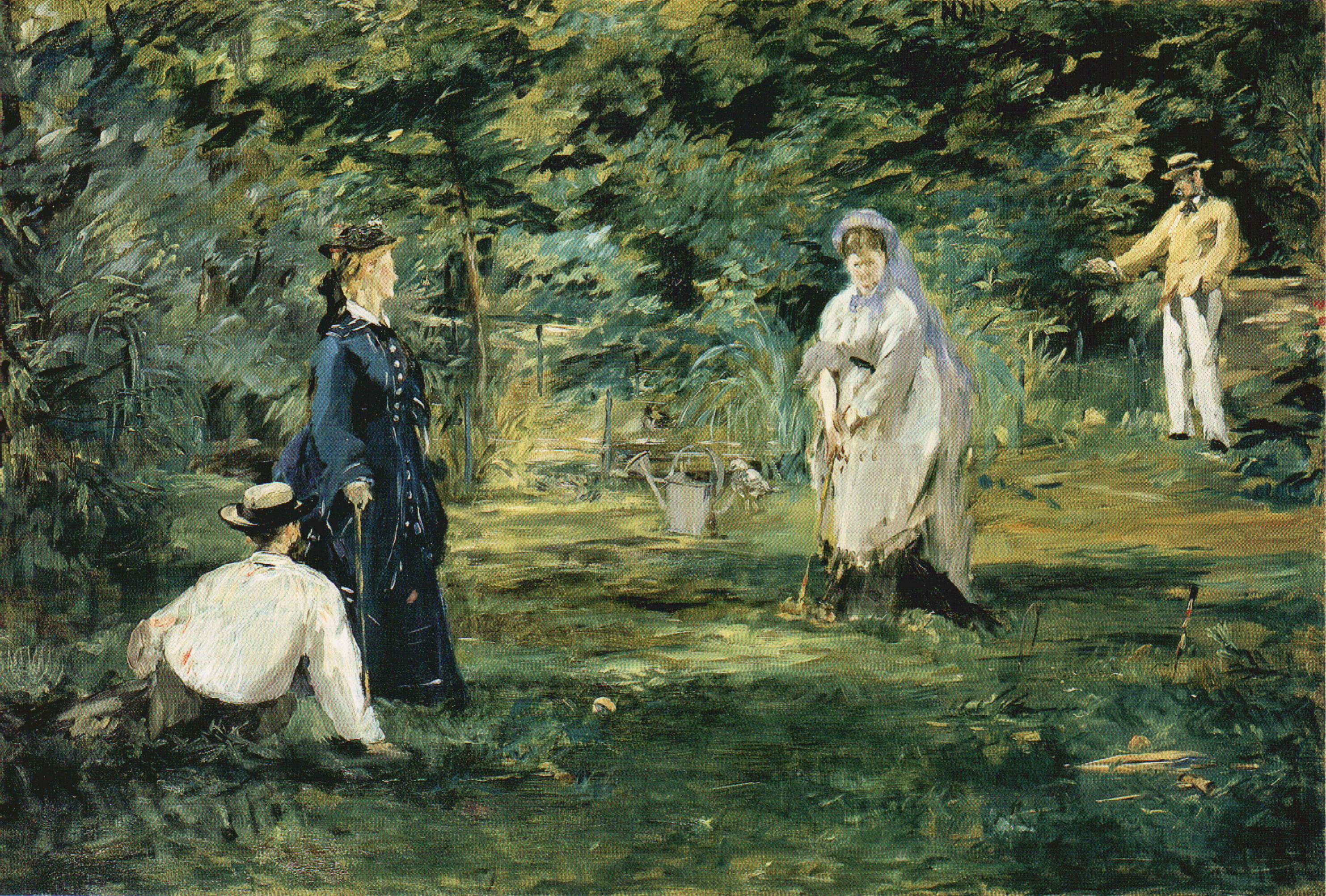